# تشانينج فري
تشانينج فري (بالإنجليزية: Channing Frye)‏ مواليد 17 مايو 1983 في وايت بلينس، هو لاعب كرة سلة أمريكي بدأ مسيرته الاحترافية في سنة 2005. تم اختياره من قبل فريق نيويورك نيكس خلال الدرافت يلعب مع فريق كليفلاند كافالييرز في الرابطة الوطنية لكرة السلة كلاعب وسط ويحمل الرقم 8. يبلغ طوله 6 قدم 11 بوصة (2.1 م). فاز بلقب دوري إن بي إيه.

## المسيرة الاحترافية
لعب مع نيويورك نيكس من سنة 2005 إلى 2007، ثم لعب مع بورتلاند ترايل بلايزرز من سنة 2007 إلى 2009، ثم لعب مع فينيكس صنز من سنة 2009 إلى 2014، ثم لعب مع أورلاندو ماجيك من سنة 2014 إلى 2016، ثم لعب مع كليفلاند كافالييرز في سنة 2016.

## إحصائيات المسيرة
| † | يشير إلى المواسم التي فاز فيها بالبطولة |

### الموسم الاعتيادي
| السنة    | الفريق                 | لعب | بدأ  | دقيقة | ميداني% | ثلاثية | حرة  | ارتداد | صنع | استلاب | تصدي | نقطة |
| -------- | ---------------------- | --- | ---- | ----- | ------- | ------ | ---- | ------ | --- | ------ | ---- | ---- |
| 2005–06  | نيويورك نيكس           | 65  | 14   | 24.2  | .477    | .333   | .825 | 5.8    | .8  | .5     | .7   | 12.3 |
| 2006–07  | نيويورك نيكس           | 72  | 59   | 26.3  | .433    | .167   | .787 | 5.5    | .9  | .5     | .6   | 9.5  |
| 2007–08  | بورتلاند ترايل بلايزرز | 78  | 20   | 17.2  | .488    | .300   | .780 | 4.5    | .7  | .4     | .3   | 6.8  |
| 2008–09  | بورتلاند ترايل بلايزرز | 63  | 1    | 11.8  | .423    | .333   | .722 | 2.2    | .4  | .3     | .3   | 4.2  |
| 2009–10  | فينيكس صنز             | 81  | 41   | 27.0  | .451    | .439   | .810 | 5.3    | 1.4 | .8     | .9   | 11.2 |
| 2010–11  | فينيكس صنز             | 77  | 64   | 33.0  | .432    | .390   | .832 | 6.7    | 1.2 | .6     | 1.0  | 12.7 |
| 2011–12  | فينيكس صنز             | 64  | 59   | 26.1  | .416    | .346   | .890 | 5.9    | 1.4 | .7     | 1.1  | 10.5 |
| 2013–14  | فينيكس صنز             | 82  | 82   | 28.2  | .432    | .370   | .821 | 5.1    | 1.2 | .7     | .8   | 11.1 |
| 2014–15  | أورلاندو ماجيك         | 75  | 51   | 24.9  | .392    | .393   | .886 | 3.9    | 1.3 | .6     | .5   | 7.3  |
| 2015–16  | أورلاندو ماجيك         | 44  | 29   | 17.1  | .435    | .397   | .905 | 3.2    | 1.0 | .5     | .5   | 5.2  |
| 2015–16† | كليفلاند كافالييرز     | 26  | 3    | 17.2  | .441    | .377   | .786 | 3.6    | 1.0 | .3     | .3   | 7.5  |
| المسيرة  | المسيرة                | 423 | 23.8 | .439  | .386    | .819   | 4.8  | 1.0    | .6  | .7     | 9.2  |      |

### الأدوار الإقصائية
| السنة   | الفريق                 | لعب | بدأ | دقيقة | ميداني% | ثلاثية | حرة  | ارتداد | صنع | استلاب | تصدي | نقطة |
| ------- | ---------------------- | --- | --- | ----- | ------- | ------ | ---- | ------ | --- | ------ | ---- | ---- |
| 2009    | بورتلاند ترايل بلايزرز | 4   | 0   | 9.0   | .357    | .000   | .667 | .8     | .3  | .0     | .0   | 3.0  |
| 2010    | فينيكس صنز             | 16  | 0   | 27.2  | .364    | .349   | .938 | 5.6    | .9  | .8     | .6   | 8.2  |
| 2016†   | كليفلاند كافالييرز     | 17  | 0   | 13.9  | .594    | .565   | .857 | 2.4    | .3  | .4     | .5   | 6.7  |
| المسيرة | المسيرة                | 37  | 0   | 19.1  | .443    | .424   | .885 | 3.6    | .6  | .5     | .5   | 6.9  |

## روابط خارجية
- تشانينج فري على موقع إن بي أي (الإنجليزية)
- تشانينج فري على موقع سبورتس رفرنس (الإنجليزية)
- تشانينج فري على موقع كرة السلة الأوروبية.كوم (الإنجليزية)
- تشانينج فري على موقع إي إس بي إن.كوم (الإنجليزية)
- تشانينج فري على موقع كلية كرة السلة في سبورتس رفرنس.كوم (الإنجليزية)
- تشانينج فري على موقع ريلجم (الإنجليزية)
- تشانينج فري على موقع بروبوليرز (الإنجليزية)